# Pat Chambers
Patrick Brian Chambers, detto Pat (Newtown Square, 13 dicembre 1970), è un allenatore di pallacanestro statunitense.

## Palmarès
- Campione NIT (2018)